# 基思·奥利夫
基思·艾利森·奥利夫（英語：Keith Alison Olive，1956年10月28日—），美国理论物理学家，明尼苏达大学William I Fine理论物理研究所主任，研究领域为粒子物理学和宇宙学。